# 446
Період падіння Західної Римської імперії. У Східній Римській імперії триває правління Феодосія II. У Західній правління Валентиніана III, значна частина території окупована варварами, зокрема в Іберії утворилося Вестготське королівство, а Північну Африку захопили вандали. У Південному Китаї правління династії Лю Сун. В Індії правління імперії Гуптів. У Японії триває період Ямато. У Персії править династія Сассанідів.
На території лісостепової України Черняхівська культура. У Північному Причорномор'ї готи й сармати. Історики VI століття згадують плем'я антів, що мешкало на території сучасної України приблизно з IV сторіччя. З'явилися гуни, підкорили остготів та аланів й приєднали їх до себе.

## Події
В Армориці римляни придушили заворушення багаудів. Єпископ Герман Осерський прибув у Рим просити про милість для жителів Арморики.
Брити й англосакси правилеля Британії Вортігерна звернулися до римлян з проханням допомогти в боротьбі з піктами й ірландцями, але в римлян надто багато власних проблем з гунами, і вони відмовилися.
У північнокитайській державі Вей почалися гоніння буддизму.